# パル・ロマニー
パル・ロマニー（ハンガリー語: Romány Pál、1929年11月17日 - 2019年12月16日）は、ハンガリーの農業技術者であり、1975年から1980年まで農業・食料大臣を務めた政治家である。1988年から1989年までハンガリーMSZMP政治学校の最後の学長を務めた。世界食料デーの発足に関わった人物でもある。2019年12月16日に死去。90歳没。